# Miss Mato Grosso 2007
Miss Mato Grosso 2007 foi a 48ª edição do tradicional concurso de beleza feminina de Miss Mato Grosso, válido para a disputa de Miss Brasil 2007, único caminho para o Miss Universo. Este ano participaram dezoito (18) candidatas  em busca do título que pertencia à jaciarense - representante de Cuiabá - Vanessa Regina de Jesus, vencedora do título no ano anterior. Comandado pelo colunista social Warner Wilon, a disputa aconteceu no Clube Social de Sorriso, em Sorriso. Na ocasião, sagrou-se campeã a representante de Sinop, Juliana Simon, que também contou com a participação do Mister Mundo 2003, Gustavo Gianetti.

## Resultados

### Colocações
| Posição   | Município e Candidata              |
| Vencedora | - Sinop - Juliana Simon            |
| 2º. Lugar | - Rainha da Peladão - Luara Gomes  |
| 3º. Lugar | - Várzea Grande - Fernanda Tomiaze |
| 4º. Lugar | - Sorriso - Caroline Wentz         |

## Candidatas
Disputaram o título este ano: